# Teoria dos modelos
Na matemática, Teoria de Modelos é o estudo da representação de conceitos matemáticos em termos de teoria de conjuntos, ou o estudo de modelos que apoiam sistemas matemáticos. É assumido que existem alguns objetos matemáticos preexistentes e investiga-se o que pode ser concluído de tal coleção de objetos, algumas operações e/ou relações entre estes objetos e alguns axiomas.
A independência do axioma da escolha e da hipótese do contínuo dos outros axiomas de teoria dos conjuntos (provada por Paul Cohen e Kurt Gödel) são os dois resultados mais famosos fornecidos pela teoria de modelos. Foi provado que tanto o axioma da escolha quanto sua negação são consistentes com os axiomas de Zermelo-Fraenkel da teoria dos conjuntos; resultado similar vale para a hipótese do contínuo.
No caso dos números reais, pode-se começar com um conjunto de elementos, onde cada indivíduo é um número, e um conjunto de relações, tal como {×,+,-,.,0,1}. Se nós perguntarmos algo como "∃ x (x × x = 1 + 1)" nesta linguagem, então é fácil ver que a resposta é positiva nos reais, mas é negativa nos racionais. Entretanto, este modelo não é grande o suficiente para que "∃ x (x × x = 0 - 1)" seja verdadeira nele; para isto adicionamos o símbolo "i" definido como a constante que deve ser adicionada à linguagem para satisfazer "∃ x (x × x = 0 - 1)".
Teoria de Modelos então está preocupada com o que pode ser provado em determinados sistemas matemáticos, e como estes sistemas se relacionam uns com os outros. Em particular, se quer saber o que acontece quando tentamos estender algum sistema pela adição de novos axiomas ou novas construções de linguagem. Restringindo a cardinalidade dos modelos e observando que fatos sendo verdadeiros para permitir que o teorema da compacidade seja usado, mostrando que algum teorema é verdadeiro numa cardinalidade maior.
Um modelo é definido formalmente no contexto de alguma linguagem L (ou alguma assinatura).  Um modelo é formado por duas partes:
1. Um universo U, que é um conjunto que contém os objetos de interesse, e
2. Uma interpretação que define o significado semântico de todos os símbolos de constantes, relações e funções da linguagem.

Uma teoria é definida como um conjunto de sentenças que são consistentes; em geral é também exigido que o conjunto seja fechado para consequencia lógica. Nesta definição, uma teoria é um conjunto consistente maximal de sentenças.
Completude em Teoria de Modelos é definida como a propriedade de que toda sentença numa linguagem pode ser provada ou refutada (ou seja, dado uma sentença, é sempre possível provrar que ela é verdadeira ou falsa). Teorias completas são interessantes pois descrevem completamente algum modelo.
O Teorema da Compacidade afirma que um conjunto de sentenças S é satisfatível, i.e. tem um modelo, se todo subconjunto finito de S é satisfatível. No contexto de teoria da prova a recíproca é trivial, já que toda prova pode ter apenas um número finito de antecedentes usados na prova; entretanto, no contexto de Teoria de Modelos, esta prova é mais difícil. Existem duas provas bastante conhecidas, uma de Gödel e outra de Malcev.
Teorema da equivalência elementar (Teoremas de Lowenheim-Skolem) e teste de Vaught.
Extensões, Incorporações e Diagramas. Teoremas de Lowenheim-Skolem para cima e para baixo. Para dar um sabor, mencionar os hiperreais seria bom. (Tudo isso precisa de preenchimento substancial)
Observação: O termo 'modelo matemático' é também usado de maneira mais informal em outras áreas da matemática e de outras ciências, como a Física, a Hidráulica, a Hidrologia para designar equações ou sistemas de equações ou métodos para cálculos de variáveis.

## Modelos padrões e não padrões de aritmética
Há uma distinção entre modelos padrões e não padrões da aritmética de Peano, que se destina a descrever as operações de adição e multiplicação sobre os números naturais. O modelo padrão canônico é obtido através da utilização do conjunto de números naturais como domínio de discurso, e interpretando "0" como 0, "1" como 1, "+" como a adição, e "x" como a multiplicação. Todos os modelos que são isomórficos para aquele que foi dado são também chamados de padrões; estes modelos satisfazem todos os axiomas de Peano. Também existem modelos não-padrões dos axiomas de Peano, que contém elementos não correlacionados com nenhum dos números naturais.